# American Manners
American Manners é um filme mudo norte-americano de 1924, do gênero drama, dirigido por James W. Horne. Foi produzido por Richard Talmadge e distribuído pela FBO.
É preservado na Biblioteca do Congresso, Estados Unidos.

## Elenco

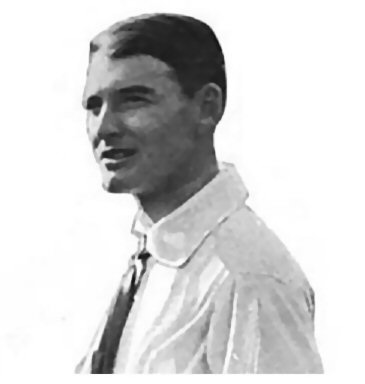
James W. Horne, diretor

- Richard Talmadge - Roy Thomas
- Mark Fenton - Dan Thomas
- Lee Shumway - Clyde Harven
- Helen Lynch - Gloria Winthrop
- Arthur Millett - Conway
- William H. Turner - Jonas Winthrop
- Pat Harmon - Mike Barclay
- George Warde - Bud